# Boliqueime
Boliqueime est une paroisse civile (freguesia) de la municipalité de Loulé, district de Faro en Algarve, Portugal.
Situé dans le centre de l'Algarve, à 27 km de l'aéroport de Faro, c'est un petit village bien préservé à 15 minutes de la ville de Loulé, siège de la municipalité, et des villes côtières de Vilamoura et Albufeira. 

## Personnalités
- Aníbal Cavaco Silva, personnalité politique, est né à Boliqueime.
- Lídia Jorge, écrivaine, est né à Boliqueime.